# 北海海峽

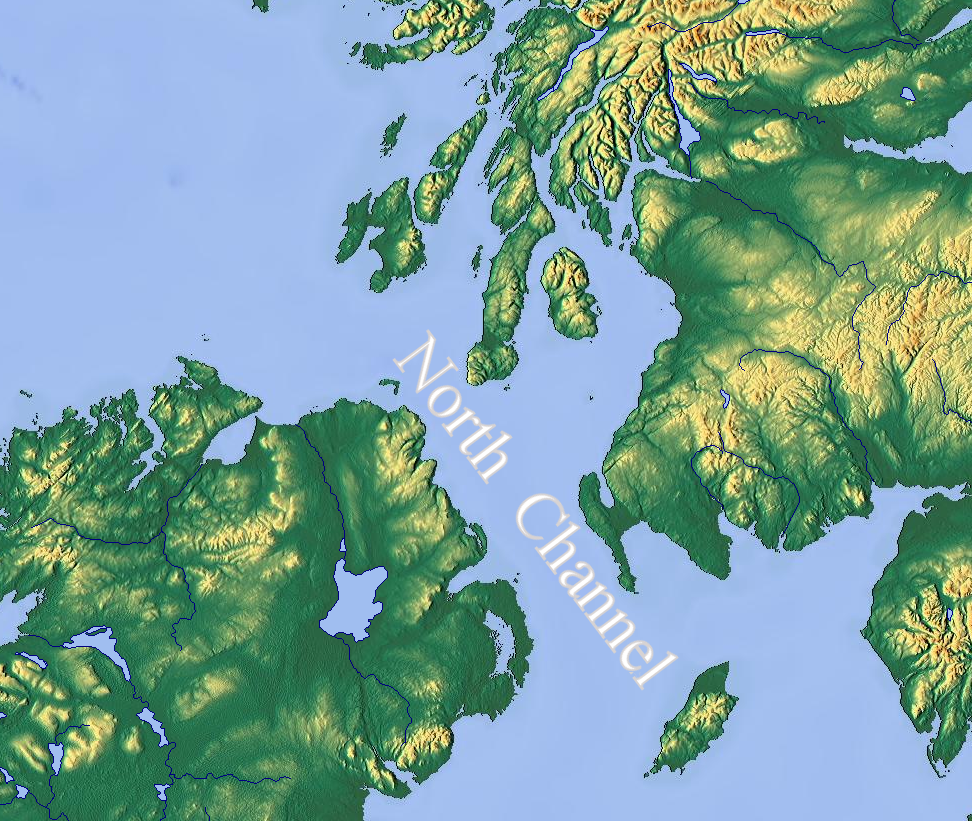

北海海峽（英語：North Channel）是分隔北愛爾蘭和蘇格蘭西南部的海峽，連接愛爾蘭海和北大西洋，長85公里、寬27公里，最大水深約300米，大型港口有貝爾法斯特。
55°03′27″N 5°37′19″W / 55.05750°N 5.62194°W